# Kinabalu
Planina Kinabalu (malajski: Gunung Kinabalu, ݢونوڠ کينبالو) istaknuta je planina u Jugoistočnoj Aziji. Nalazi se u Nacionalnom parku Kinabalu (Taman Negara Kinabalu) u državi Sabah (Malezija), na sjeveru otoka Bornea.
U 1997., satelitskom tehnologijom precizno je izmjeren vrh planine (Low's peak) na visini od 4.095 metara iznad razine mora, što je za nekih 6 metara manje nego što se mislilo prije. Planina je jedna od najviših u jugoistočnoj Aziji izuzev Himalaju i otok Nove Gvineje.
Sama planina i njezin okoliš sadrže golem broj različitog bilja, te je jedna od svjetski važnih bioloških lokacija. Glavni vrh planine (Low's peak) prilično je dostupan i osoba u dobroj kondiciji može se relativno lako popeti na nj. bez posebne planinarske opreme.
Nacionalni park Kinabalu je upisan na UNESCO-ov popis mjesta svjetske baštine u Aziji 2000. godine zbog "izvanrednih jedinstvenih odlika i kao jedno od najvažnijih bioloških lokaliteta na svijetu s više od 4.500 vrsta živih bića".

## Bioraznolikost
Kinabalu planina svjetski je poznata po golemoj botaničkoj i biološkoj raznovrsnosti, te visokoj razini endema (neke vrste biljaka koje su nađene na Kinabalu planini ne postoje nigdje drugdje u svijetu). Nedavna istraživanja pokazuju da na planini postoji čak nevjerojatnih 5.000 do 6.000 vrsta biljaka (isključujući mahovine ali uključujući paprati), što je više nego cijela Europa i Sjeverna Amerika (isključivši tropska područja u Meksiku) zajedno. Zbog toga je Kinabalu jedno od najvažnijih svjetskih bioloških nalazišta.
Nevjerojatna bioraznolikost biljnog svijeta na otoku rezultat je nekoliko jedinstvenih faktora:
- Planina se nalazi na najbogatijoj biljnoj lokaciji u Maleziji (što obuhvaća Malajski poluotok, indonezijski otok   Sumatru, i tropske šume Bornea.)
- Činjenica da se planina prostire kroz više klimatskih područja, blizu morske klime i sve do ledenih vrhova.
- Povoljno i raznovrsno tlo te bogate i česte padaline te klimatska nestabilnost izazvana periodom glacijala.

Takva raznolikost najveća je u nižim regijama prema podnožju planine. Većine endemskih vrsta na planini nalaze se u šumama planine, pogotovo na tlu s manje fosfata i obogaćenom željezom i drugim metalima (koji su za neke druge biljne vrste otrovni što je i razlog zašto ove endemske vrste ne žive nigdje drugdje).
Postoji oko 326 vrsta ptica u Parku Kinabalu te oko 100 vrsta sisavaca, uključujući jednog od četiri velika majmuna orangutana (iako su opažanja neujednačena; kreću se od 25 do 120 jedinki).